# Cutting on action
Cutting on action (em tradução livre: corte na ação) é um corte na edição de vídeo ou filmes, uma técnica que o montador usa para fazer a transição de um plano para outro ponto de vista que coincide com a ação do primeiro plano.
As cenas de um filme tendem a serem intuitivas por si só, sem precisar de explicações diálogos para o público compreender melhor. Para facilitar neste fluxo o cutting on action se instala nas cenas onde tem um seguimento mais abrangente, com a ação sendo mostrada num conjunto de planos. Assim, o editor sente-se permitido a fazer transição entre estes planos aproveitando algum movimento, gesto ou comportamento de um personagem para distrair o espectador da existência de um corte, o qual passa despercebido.
A fim de destrinchar este corte, ele pode ser utilizado no momento que um elemento especifico é focado pela câmera, o editor faz o corte e no próximo plano tem-se a conclusão da ação iniciada pelo primeiro take, deixando a ação suave de ser vista, sem torna a experiencia do espectador cansativa. Um exemplo comum é um homem andando até uma porta e estendendo a mão sobre a maçaneta. No momento que a mão toca a maçaneta a cena corta para o plano da porta sendo aberta do outro lado. Diferente do jump cut, este corte não utiliza um único plano que dá um salto para frente no tempo na cronologia de uma cena.